# 大塚公園 (八王子市)
大塚公園（おおつかこうえん）は、東京都八王子市に所在する総合公園である。八王子市から指定管理者として委任された八王子スポーツパークが管理している。

## 概要
八王子市の東部、多摩ニュータウン第18住区にある面積72,956平方メートルの広大な公園であり、運動施設が置かれていることが特徴である。
同ニュータウンに設置されている都市公園は、マスタープランに基づき造園されており、規模や目的により「地区公園」「近隣公園」「街区公園」に分けられるが、中でもこの公園はニュータウンを代表する象徴となる「地区公園」である。
また立ち入りることはできないが野鳥誘致園という野鳥を保護しているバードサンクチュアリーがある。
付帯施設としては縄文時代の復元住居跡がある。

## アクセス
- 常時開園、入園料無料。
- 多摩都市モノレール線松が谷駅より徒歩10分。
- 駐車場有り